# نوشهر (اردبیل)
نوشهر روستایی است که در استان اردبیل، شهرستان اردبیل، بخش هیر، دهستان فولادلوی شمالی قرار دارد.

## جمعیّت
بر اساس سرشماری سال1399 جمعیّت این روستا 2541 نفر با 596 خانوار بوده‌است.